# Elezione del Presidente del Parlamento europeo del 2017
L'elezione del Presidente del Parlamento europeo del 2017 per la seconda metà della VIII legislatura si è svolta.
Il presidente uscente è Martin Schulz, che a norma dell'articolo 14, comma 2 del Regolamento ha presieduto la seduta
Il nuovo presidente del Parlamento, eletto al IV scrutinio, è l'italiano Antonio Tajani appartenente al gruppo dei Popolari.

## I scrutinio
Per la nomina è richiesta la maggioranza assoluta dei voti validi.
- Antonio Tajani (PPE) voti = 274
- Gianni Pittella (S&D) voti = 183
- Helga Stevens (ECR) voti = 77
- Jean Lambert (Verdi/ALE) voti = 56
- Eleonora Forenza (GUE/NGL) voti = 50
- Laurențiu Rebega (ENL) voti = 43

Poiché nessun candidato raggiunge il quorum richiesto, si procede, nello stesso giorno, al II scrutinio.

## II scrutinio
Per la nomina è richiesta la maggioranza assoluta dei voti validi.
- Antonio Tajani (PPE) voti = 287
- Gianni Pittella (S&D) voti = 200
- Helga Stevens (ECR) voti = 66
- Jean Lambert (Verdi/ALE) voti = 51
- Eleonora Forenza (GUE/NGL) voti = 42
- Laurențiu Rebega (ENL) voti = 45

Poiché nessun candidato raggiunge il quorum richiesto, si procede, nello stesso giorno, al III scrutinio.

## III scrutinio
Per la nomina è richiesta la maggioranza assoluta dei voti validi.
- Antonio Tajani (PPE) voti = 291
- Gianni Pittella (S&D) voti = 199
- Helga Stevens (ECR) voti = 58
- Jean Lambert (Verdi/ALE) voti = 53
- Eleonora Forenza (GUE/NGL) voti = 45
- Laurențiu Rebega (ENL) voti = 44

Poiché nessun candidato raggiunge il quorum richiesto, si procede, nello stesso giorno, al IV scrutinio con il ballottaggio fra i due candidati più votati.

## IV scrutinio
Per la nomina è richiesta la maggioranza assoluta dei voti validi.
- Antonio Tajani (PPE) voti = 351
- Gianni Pittella (S&D) voti = 282

Viene quindi eletto Antonio Tajani come Presidente del Parlamento europeo.